# Petrel-mergulhador
Os petréis-mergulhadores (família Pelecanoididae, com um único género Pelecanoides) são aves marinhas da ordem dos Procellariiformes. São por vezes, impropriamente, designados de painhos-mergulhadores. O género é constituído por quatro espécies:
- Pardela-mergulhadora-peruana, Pelecanoides garnotii
- Pardela-mergulhadora-de-magalhães, Pelecanoides magellani
- Pardela-mergulhadora-da-geórgia-do-sul, Pelecanoides georgicus
- Pardela-mergulhadora-comum, Pelecanoides urinatrix

São aves de pequeno porte (cerca de 20 cm de comprimento). São semelhantes às alcas e aos papagaios-do-mar devido a evolução convergente, pertencentes a outra família, têm hábitos semelhantes, capturando alimento através do mergulho. Alguns pesquisadores chegaram mesmo a sugerir que estas semelhanças se deviam a proximidade no ramo evolutivo. De entre os Procellariiformes, os petréis-mergulhadores constituem a família mais adaptada à vida no mar, estando menos aptos para o voo. Geralmente, vivem mais próximas da costa que outras aves da  ordem dos Procellariiformes.
Das quatro espécies, o yunco e o petrel-mergulhador-de-magalhães, têm áreas de distribuição muito restritas em volta das costas da América do Sul, enquanto que o petrel-mergulhador-comum e o petrel-mergulhador-da-geórgia-do-sul distribuem a sua área de dispersão pelos oceanos meridionais, acasalando nas ilhas da Nova Zelândia, ilhas sub-antárcticas no Oceano Índico, e ilhas do Atlântico (como em Tristão da Cunha). O petrel-mergulhador-de-magalhães é a única espécie que ocorre no Brasil.